# Neck-through

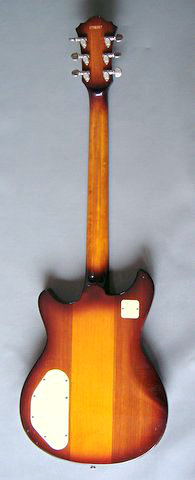
Construcción en Neck-through de una guitarra eléctrica Ibanez ST-100

El mástil neck-through/neck-thru (traducido al español como mástil a través del cuello) es una configuración de construcción de guitarra o bajo eléctrico, que implica la ampliación de la pieza de la madera utilizada para el cuello a través de la longitud total del cuerpo. Las cuerdas, trastera/trastos, pastillas y el puente están todos montados en esta misma pieza. Este tipo de construcción se encuentra principalmente en las guitarras de gama alta, además de que es más común en los bajos.
The Log (guitarra construida por Les Paul) puede considerarse como el precursor del neck-through. Esta guitarra fue construida utilizando una pieza de 2x4 de madera de pino como mástil y el cuerpo central, incorporando la pieza al diapasón de una guitarra archtop semi-hueca. 

## Ventajas y desventajas

### Desventajas
- Una guitarra neck-through es mucho más difícil de producir masivamente, comparada a la versión bolt-on.

### Ventajas
- El ensamble neck-through permite un acceso más fácil a la parte superior de trastes, porque no hay necesidad de un engrosamiento en la guitarra para la instalación de pernos, como sucede en el ensamble bolt-on.
- Muchos músicos afirman que la construcción neck-through ofrece una resonancia más prolongada.

## Uso
Esta estructura es utilizada por muchos fabricantes, incluidos Ibanez, Jackson Guitars, Carvin, ESP Guitars, Hamer, Washburn, Paul Reed Smith, Schecter, BC Rich, y Rickenbacker. Este último fue uno de los primeros fabricantes de guitarra para usar esta técnica. Gibson Firebird y Thunderbird también utilizan esta técnica. Este método de colocación cuello-a-cuerpo es también popular entre los constructores de guitarras independientes.